# Kotii Reddy
Kotii Reddy là một doanh nhân. Ông là người sáng lập của Tập đoàn liên doanh Kotii Hyderabad.

## Thuở nhỏ
Reddy sinh ra và lớn lên ở Gudivada, huyện Krishna. Ông xuất thân từ một gia đình trung lưu. Ông đã hoàn thành SSC vào năm 1998 và học khóa PGDCA tại Gudivada. Năm 14 tuổi, ông đến Hyderabad để học về máy tính và làm việc tại khoa máy tính của C Language. Microsoft tuyển ông dù chưa hoàn thành bằng đại học. 
Ông trở thành một trong những Chuyên gia được Chứng nhận Java (JCP) trẻ nhất ở Ấn Độ. Sau đó, ông được Kiến trúc sư ứng dụng tại Microsoft chọn làm Trưởng dự án.
Sau khi gia nhập Microsoft, ông hoàn thành tốt nghiệp và lấy bằng Tiến sĩ của Đại học Washington.

## Nghề nghiệp
Sau mười năm tại Microsoft, ông nghỉ để thành lập Kotii Group of Ventures một tập đoàn liên doanh kinh doanh tự thành lập, có 784 nhân viên chính khắp 238 quốc gia trong lĩnh vực, bao gồm Bharath Innovations, Digital Education, DZ Pay, Kotii Foundation, India Herald, Bodha, Seva Foundation, Crowd blood, Citrus Clinic và Snaggerr. Tập đoàn Kotii sở hữu 70% mỗi công ty, trong đó 33% được cam kết dành cho trẻ em kém may mắn, góa phụ và người cao tuổi.

## Dịch vụ xã hội
Reddy đã nhận đỡ đầu cho hai trường Chính phủ ở Andhra Pradesh, Trường trung học Jilla Parishad của Chính phủ ở Nandivada và Trường Mandal Parishad, Jonapadu. Cả hai trường đều đạt Tỷ lệ Đậu 100% trong Kết quả SSC dựa trên thành tích của 700 học sinh. Đây là tin tức mới của Forbes Ấn Độ về ông Reddy cùng với công ty KOTII GROUP của ông về tác động tích cực của họ đối với cộng đồng.